# 力钧
力钧（1855年—1925年），字轩举，号医隐，福州永福人，中国近代名医，首倡中西医结合，注重临床实践。

## 生平
力钧早年曾师从刘善曾、陈宗备、张熙皋、朱良仙等名医。光绪三年（1877年）起独自行医授徒。光绪十五年（1889年）中举，但进京应试未中。后来自学西医，并倡导中西医结合。光绪十七年（1891年），应新加坡华商吴士奇之邀赴南洋为其父治病。光绪十九年（1893年）重返新加坡，在当地开设中西医药研究社。光绪二十年（1894年）第二次入京应试，期间为京城权贵治病，声名鹊起。行医之余，力钧开始投身民族工业与开办新式学堂。光绪二十一年（1895年）他与孙葆瑨共同创办银币局，次年又与陈璧、陈宝琛、孙葆瑨、林纾等创办苍霞精舍（后更名苍霞英文学堂，为福建工程学院前身）。光绪二十三年（1897年）赴东洋考察，归国后创立东文学堂（福建师范大学前身），以培养通晓日语的人才。后又开办玉屏女塾、仙游学堂等。光绪二十九年（1903年）赴京出任商部主事。进京后他曾作为御医为慈禧太后、光绪帝及王公大臣治病。宣统二年（1910年），随驻英公使赴英参加乔治五世加冕典礼，并游历欧洲诸国。民国十四年（1925年）逝世，终年70岁。

## 家庭
力钧家族是当地望族，其为闽籍力氏第二十一世传人，其父力渠官（字鼎三）、叔力秋官（字捷三）皆举人出身。其后代包括：
- 子：力嘉禾（1887年－1983年），字叔男，医生，曾任职于尚志医院、平绥医院、青岛齐鲁医院
  - 女：力织云，其夫陈器（1882年－1955年）为清末举人，原北平大学教授、北京市文史研究馆馆员
  - 女：力伯畏（1926年－），医生，原中央保健局办公室副主任，曾负责中华人民共和国党和国家领导人的保健工作，其夫张履谦为电子技术专家、中国工程院院士
- 子：力舒东（1887年－1948年），字啸嗥、树萱，医生，原中华医学会副会长、尚志医院院长
  - 子：力一（1913年－1996年，又名力伯皖），电信及粒子加速器工程专家，原中国科学院高能物理研究所副所长
  - 女：力伯美
  - 女：力伯津，其夫章鸿基（1912-1990）为山东省机械工业厅副总工程师。
  - 女：力伯常
- 子：力邵农，曾任职于天津商品检验局、华美出口贸易公司、华产油脂公司
- 子：力易周（1919年－2015年），早年为中共地下党员，其妻姚殿芳曾任北京大学教授
- 嗣子：力树基（1893年－1963年），力钧族侄，后被其收为嗣子

力氏家族人才备出，其兄弟姊妹及后辈包括：
- 妹：力玉华（1869年－1923年）
  - 女：庐隐（1898年－1934年），本名黄淑仪，五四时期女作家
- 妹：力婉轩（1878年－1940年），其夫孙葆琦（1878年－1946年）曾任农事实验所所长，为孙葆瑨堂弟
  - 女：孙璧媃（1918年－2014年），物理化学家，原上海交通大学化学系主任，其夫严东生为材料学家、中国科学院、中国工程院两院院士
- 弟：力锵，清末举人，马来西亚诗巫开拓先驱